# Cirillo e Metodio - Apostoli degli slavi
Cirillo e Metodio - Apostoli degli slavi (Cyril a Metoděj - Apoštolové Slovanů) è una miniserie televisiva del 2013 diretta da Petr Nikolaev, che narra la vita dei santi bizantini Cirillo e Metodio, evangelizzatori nel IX secolo dei popoli Slavi.
La docu-fiction, prodotta in quattro episodi, è stata trasmessa per la prima volta con doppiaggio italiano nel 2016 da TV2000 in due serate.

## Episodi
| nº | Titolo originale | Titolo italiano         | Prima TV       | Prima TV Italia |
| -- | ---------------- | ----------------------- | -------------- | --------------- |
| 1  | Bratři ze Soluně | I fratelli di Salonicco | 4 luglio 2013  | 19 giugno 2016  |
| 2  | Poselství        | Missione                | 11 luglio 2013 | 19 giugno 2016  |
| 2  | Neznámé časy     | Tempi turbolenti        | 18 luglio 2013 | 26 giugno 2016  |
| 4  | Odkaz            | Eredità                 | 25 luglio 2013 | 26 giugno 2016  |